# Челкаси (Чебоксарський район)
Челка́си (рос. Челкасы, чув. Чулкасси) — присілок у складі Чебоксарського району Чувашії, Росія. Входить до складу Шинерпосинського сільського поселення.
Населення — 102 особи (2010; 124 у 2002).
Національний склад:
- чуваші — 98 %